# Irmgard Litten
Irmgard Littenová, rozená Wüstová (30. srpna 1879 Halle – 30. června 1953 Buch) byla německá spisovatelka.

## Život
Narodila se v Halle v rodině švábského učence. Její otec Albert Wüst zde vyučoval na Univerzitě Martina Luthera v Halle-Wittenbergu jako profesor zemědělských strojů a meliorací. V Halle se také seznámila se svým o šest let starším manželem Fritzem Littenem. Krátce poté, co složil advokátní zkoušky, se v září 1900 vzali. Během šesti let se jim narodili tři synové Hans, Heinz a Rainer. Až do roku 1933 se nezajímala o politiku, ale o to více o studium historického umění.
Její nejstarší syn Hans Litten se v letech 1928 až 1933 výrazně prosadil v Berlíně jako levicový obhájce. Ve slavném procesu Edenpalast v Berlíně v roce 1931 ve svém projevu zostudil Adolfa Hitlera jako vůdce NSDAP. O tři roky později mu to oplatil. Po požáru Říšského sněmu 28. února 1933 byl Hans Litten brzy ráno zatčen a více než pět let krutě mučen a šikanován v různých koncentračních táborech.
Politické aktivity Hanse Littena byly také předmětem vášnivých diskusí v rodině a jejím okolí. Během různých rozhovorů, v nichž se Irmgard Littenová opakovaně přimlouvala za svého syna, získala časem zkušenosti, které jí později umožnily zasazovat se o jeho blaho. Po jeho zatčení vedla boj za propuštění svého syna z koncentračního tábora, který byl uznán i v zahraničí a vzbudil velkou pozornost. Po sebevraždě Hanse Littena v únoru 1938 v koncentračním táboře Dachau emigrovala na jaře 1938 přes Švýcarsko a Paříž do Velké Británie.
Tam se stala zaměstnankyní ministerstva informací a mluvčí Britské rozhlasové a televizní společnosti (BBC) a apelovala na matky v Německu, aby se postavily proti válce.
O osudu svého syna a podmínkách v německých koncentračních táborech napsala vyprávění, které vyšlo poprvé německy v Paříži v roce 1940, krátce před porážkou Francie, pod názvem „Die Hölle sieht dich an“ (Peklo se na tebe dívá). V témže roce vyšla pod názvem „A mother fights Hitler“ v Anglii a krátce nato pod názvem „Beyond tears“ ve Spojených státech amerických. V následujícím roce vyšla poprvé ve španělštině pod názvem „Una madre contra Hitler“. V Německu bylo její vyprávění od roku 1947 také několikrát publikováno pod názvem „Eine Mutter kämpft gegen Hitler“ (Matka bojuje proti Hitlerovi).
Littenová se stal členem „P.E.N. klubu v Londýně“. Od léta 1943 byla členkou Initiativausschusses für die Einheit der deutschen Emigration (Iniciativního výboru pro sjednocení německé emigrace) a Freien Deutschen Bewegung (FDB) (Svobodného německého hnutí). Na začátku roku 1944 vystoupila z FDB na protest proti politice KPD vůči Německu. V roce 1943 se podílela na publikaci „Der Weg zu einem neuen Deutschland“ (Cesta Německa k demokracii). Ke konci války se věnovala především válečným zajatcům. V roce 1945 vydalo nakladatelství Victor Gollancz její brožuru „All the Germans – are they really guilty?“ (Jsou všichni Němci opravdu vinni?), v níž se vyslovila proti tezi o kolektivní vině a obhajovala antifašistickou rekonstrukci Německa. Do Německa se vrátila v roce 1950. Až do své smrti žila přechodně v takzvaném Intelligenzsiedlungu v Berlíně-Schönholzu, jehož součástí je Ulice 201, a poté v Berlíně-Köpenicku.

## Monografie
- Die Hölle sieht dich an. (německy) (Peklo se na tebe dívá). S úvodem Rudolfa Oldena. Éditions Nouvelles Internationales, Paris 1940
- A mother fights Hitler. (anglicky) (Matka bojuje proti Hitlerovi). S úvodem Williama Ebora. Allen & Unwin, London 1940
- Beyond tears. (anglicky) (Více než slzy.) S úvodem Eleanor Rooseveltové. Alliance Book Corporation, New York 1940
- Una madre contra Hitler. (španělsky) Ed. Minerva, Mexico 1940
- s Victorem Schiffem, Wilhelmem Koenen, Augustem Weberem, Arthurem Liebertem: Germany's Road to Democracy. (anglicky) (Cesta Německa k demokracii.) Drummond, London 1943
- Eine Mutter kämpft gegen Hitler. (německy) (Matka bojuje proti Hitlerovi). Greifenverlag, Rudolstadt 1947
- Eine Mutter kämpft gegen Hitler. (německy) (Matka bojuje proti Hitlerovi). Deutscher Anwaltverlag, Bonn 2000. ISBN 3-8240-0435-6
- Eine Mutter kämpft gegen Hitler. (německy) (Matka bojuje proti Hitlerovi). S epilogem Heriberta Prantla. Ars vivendi, Cadolzburg 2017. ISBN 978-3-86913-771-1

## Dokumentární film
HAYHURST, Mark. (anglicky) Taken at midnight. (německy) Hitler vor Gericht: Die Geschichte von Hans Litten. [s.l.]: [s.n.], 2011, 44 minut.